# Cael Sanderson

## Carrera deportiva
En los Juegos Olímpicos de 2004 celebrados en Atenas ganó la medalla de oro en lucha libre olímpica de pesos de hasta 84 kg, por delante del luchador surcoreano Moon Eui-jae (plata) y del ruso Sazhid Sazhidov (bronce).